# نهر برادانو
برادانو (بالإيطالية: Bradano) هو نهر في إيطاليا يتدفق نحو الجنوب الشرقي عبر بازيليكاتا قبل أن يصب في خليج تارانتو. مصدره بحيرة بيزولي (جنوب فورنزا) في مقاطعة بوتنسا. بعد عبوره مقاطعة ماتيرا ينضم إليه أحد روافده. ينضم بازنتيلو وبيليوسو إلى برادانو قبل أن يدخل بحيرة سان جوليانو. بعد أن يخرج من البحيرة، ينضم إلى برادانو نهر غرافينا ورافد آخر لاحقًا قبل دخوله خليج تارانتو قرب ميتابونتو. يعبر برادانو مقاطعة تارانتو لمسافة قصيرة قبل أن يصب في البحر.